# Savogna
Savogna (friülà Savògne , eslovè Sauodnja) és un municipi italià, dins de la província d'Udine. Forma part de l'Eslàvia friülana. L'any 2007 tenia 535 habitants. Limita amb els municipis de Kobarid (Eslovènia), Grimacco, Pulfero, San Leonardo i San Pietro al Natisone. Segons el cens de 1971, el 77,2% de la població són eslovens.

## Fraccions
Barza/Barca, Blasin/Blažin, Brizza di Sopra/Gorenje Barca, Brizza di Sotto/Dolenje Barca, Cepletischis/Čeplešišče, Crisnaro/Kranjac, Dus/Duš, Fletta/Fleta, Franz/Franci, Gabrovizza/Gabruca, Iellina/Jelina, Ieronizza/Jeronišče, Losaz/Ložac, Masseris/Mašera, Montemaggiore/Matajur, Pechinie di Sopra/Gorenje Pečnije, Pechinie di Sotto/Dolenje Pečnije,Podar, Podoreg/Podorieh, Polava, Savogna/Sauodnja, Stefenig/Stiefinči, Stermizza/Starmica, Tercimonte/Tarčmun

## Administració
| Període | Identitat       | Partit      |
| ------- | --------------- | ----------- |
| 2004-   | Lorenzo Cernoia | Centredreta |